# Kreuzigungsfenster (Grand-Fougeray)

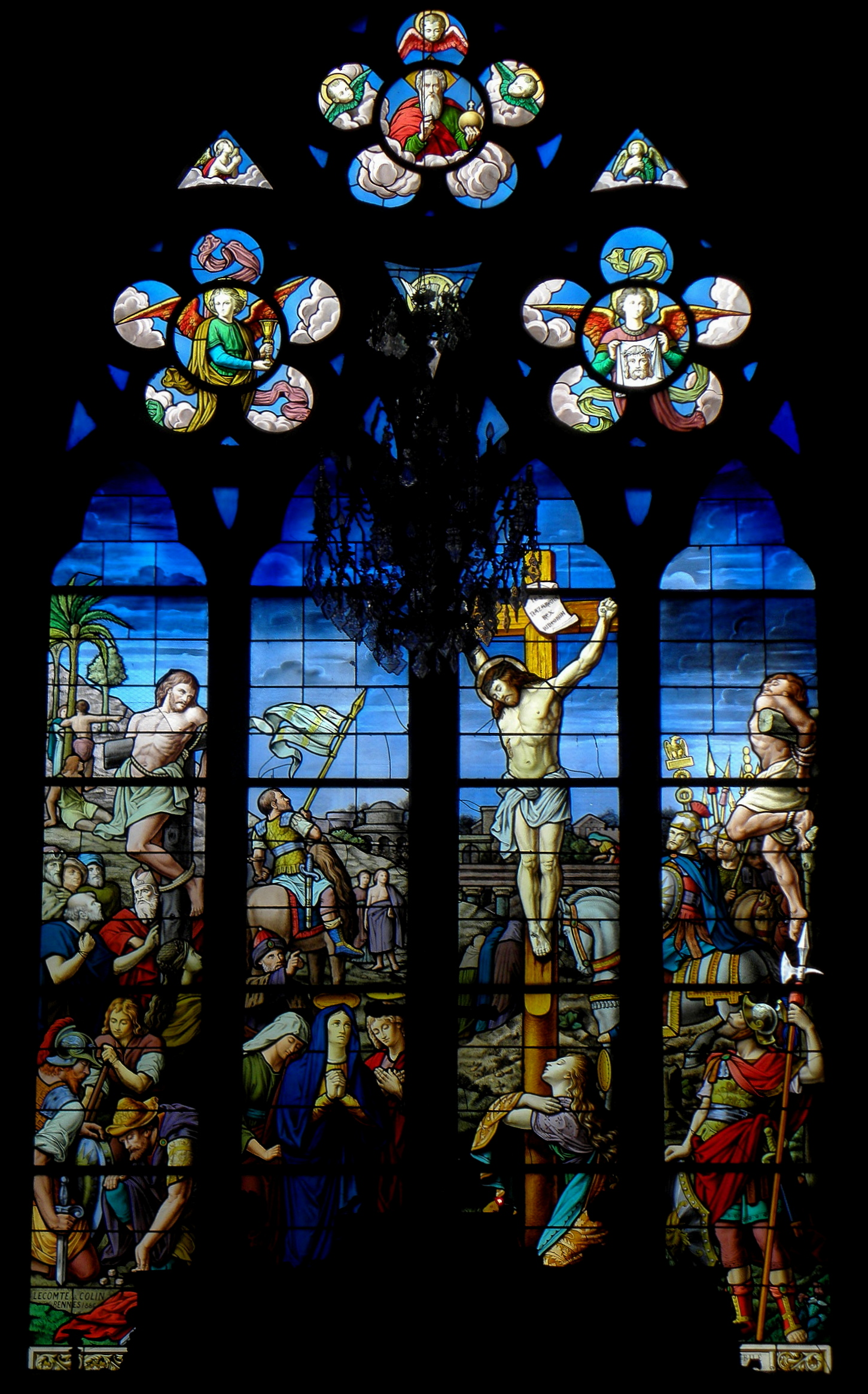
Kreuzigungsfenster in Grand-Fougeray

Das Kreuzigungsfenster in der katholischen Kirche St-Pierre-St-Paul in Grand-Fougeray, einer französischen Gemeinde im Département Ille-et-Vilaine in der Region Bretagne, wurde 1886 geschaffen. Das Bleiglasfenster wurde 1999 als Monument historique in die Liste der geschützten Objekte (Base Palissy) in Frankreich aufgenommen.
Das zentrale Fenster (Nr. 0) im Chor zeigt in der Mitte Jesus am Kreuz, links vom Kreuz stehen Maria und der Apostel Johannes. Maria Magdalena umarmt kniend das Kreuz.  
Im Maßwerk sind Gottvater und Engel dargestellt. Der rechte Engel hält „das Schweißtuch, das auf dem Haupt Jesu gelegen hatte...“ (Joh 20,7 )
Das Fenster ist links unten mit der Signatur „LECOMTE ET COLIN RENNES 1886“ versehen. Die anderen acht Fenster der Kirche, die in den 1880er Jahren hergestellt wurden, stammen ebenfalls aus dem Atelier Lecomte et Colin.

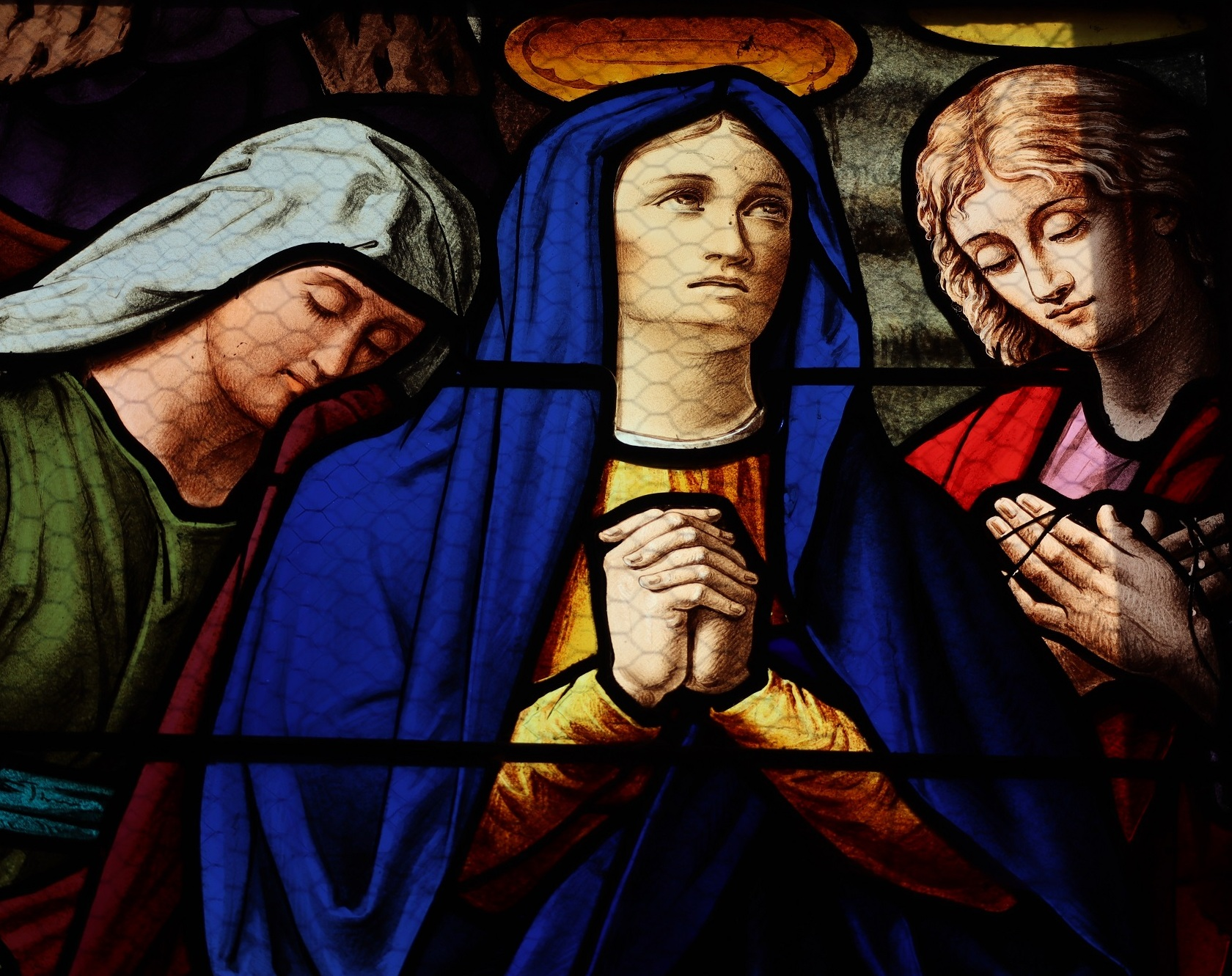
Maria (Mitte) und Johannes (rechts)
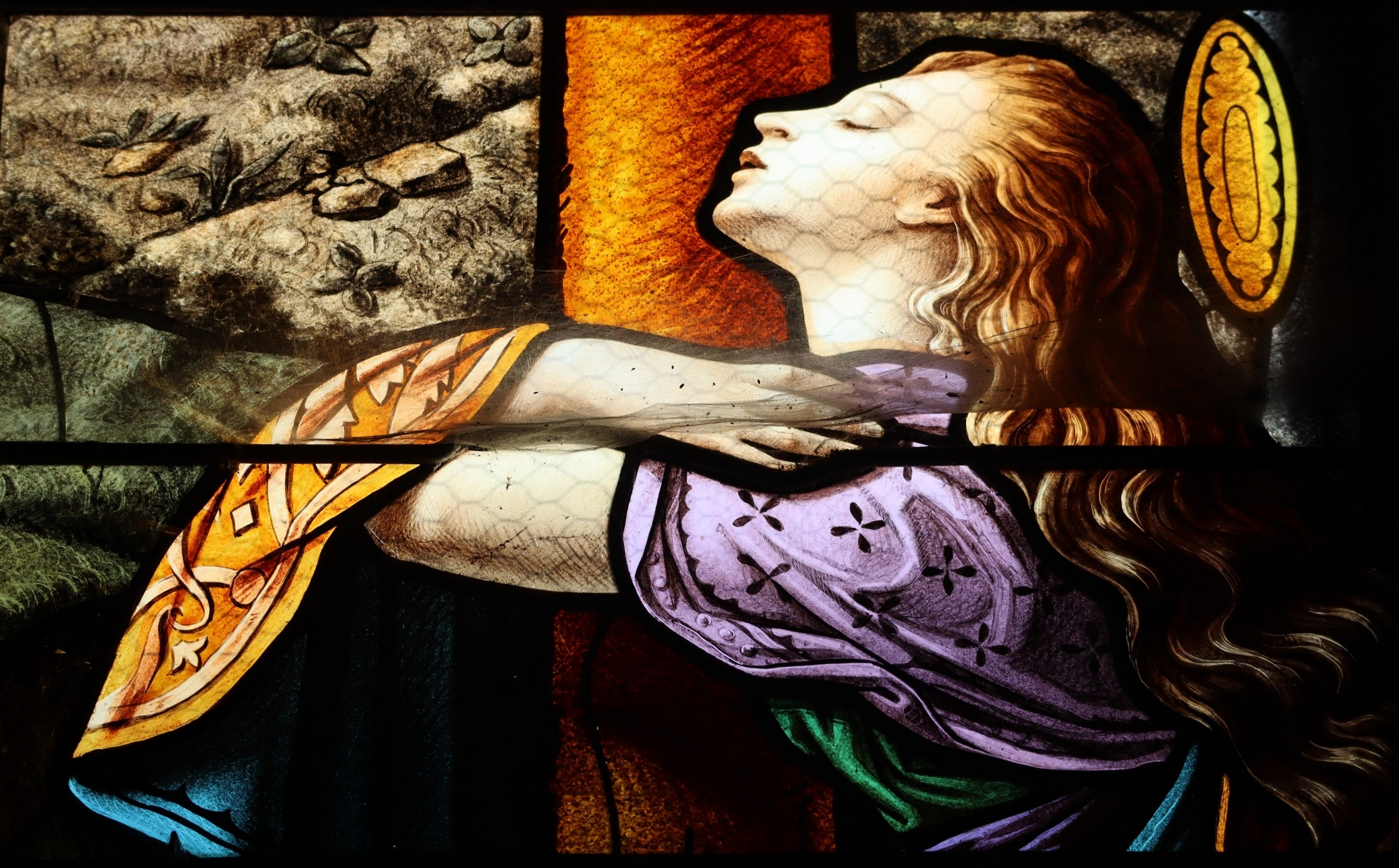
Maria Magdalena
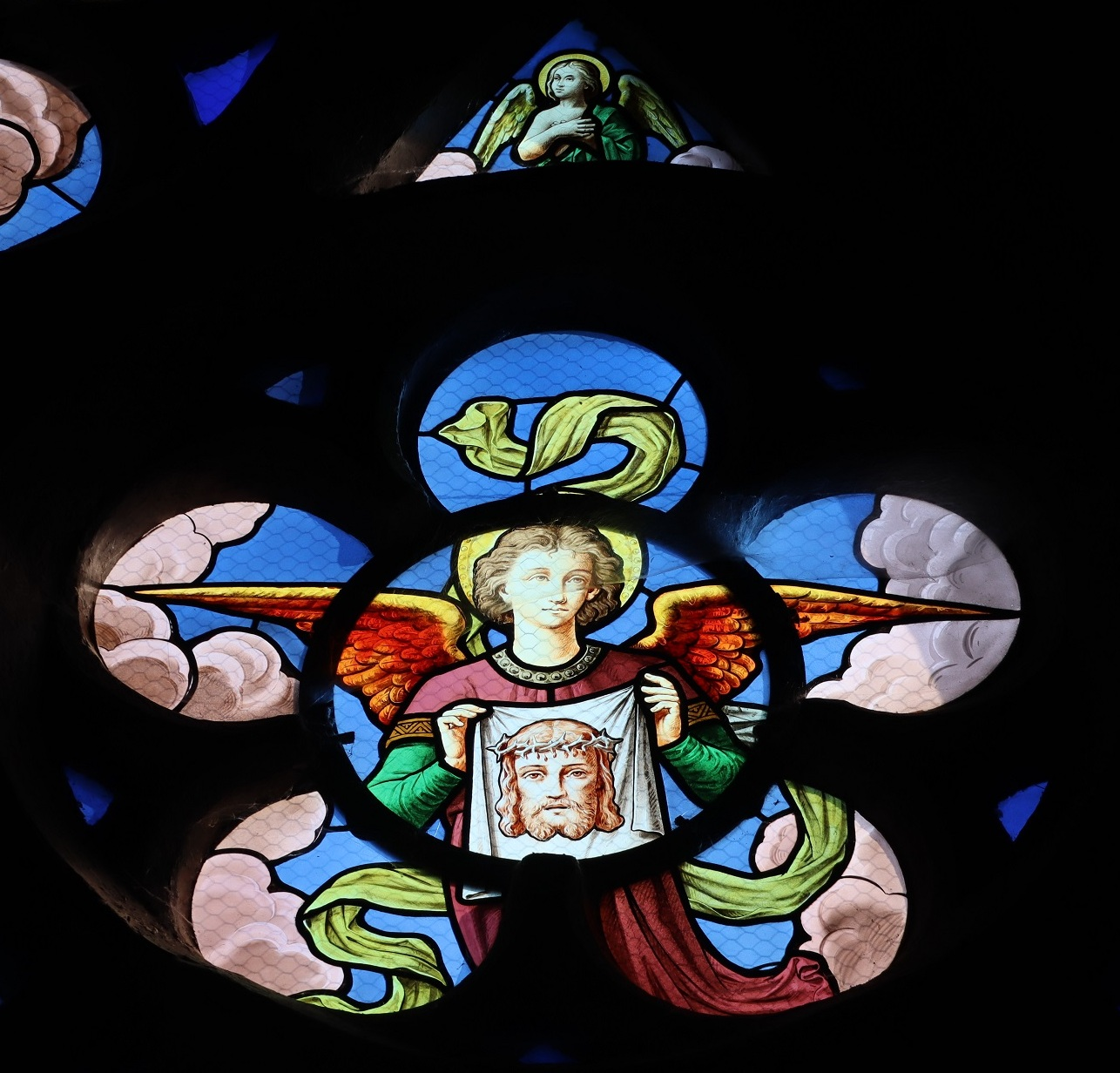
Engel mit Schweißtuch
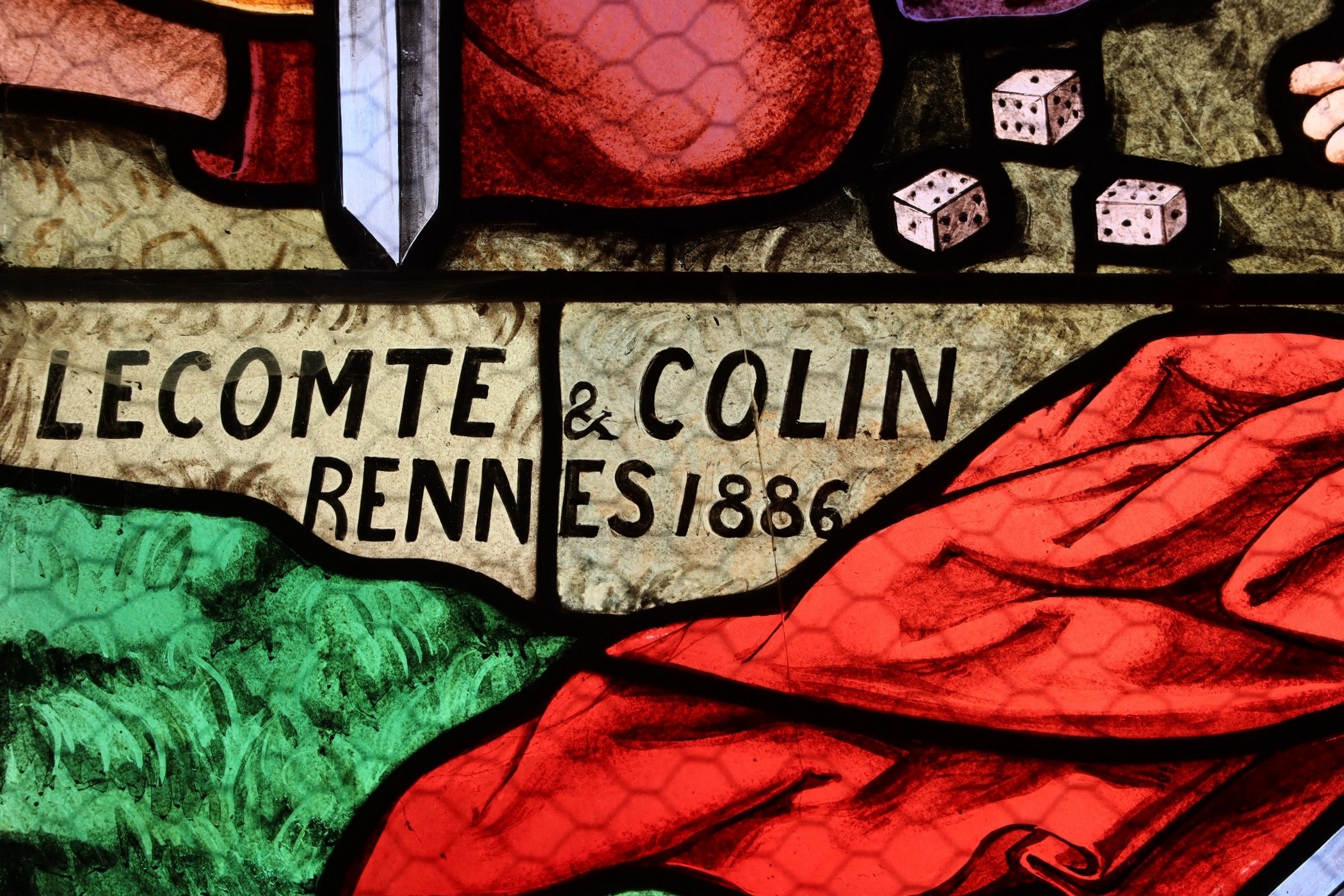
Signatur der Werkstatt